# NCAA Herren Lacrosse-Meisterschaft
Jedes Jahr wird in der NCAA die Meisterschaft in der I., II. und III. Division um den Titel des besten Lacrosse-Teams ausgespielt.

## Division I
| Jahr | Meister        | Endergebnis       | Vize-Meister   | Schauplatz                            |
| ---- | -------------- | ----------------- | -------------- | ------------------------------------- |
| 1971 | Cornell        | 12 : 6            | Maryland       | Hofstra Stadium, Hempstead, New York  |
| 1972 | Virginia       | 13 : 12           | Johns Hopkins  | Byrd Stadium, College Park (Maryland) |
| 1973 | Maryland       | 10 : 9 (n. 2. V.) | Johns Hopkins  | Franklin Field, Philadelphia          |
| 1974 | Johns Hopkins  | 17 : 12           | Maryland       | Rutgers Stadium, Piscataway           |
| 1975 | Maryland       | 20 : 13           | Navy           | Homewood Field, Baltimore             |
| 1976 | Cornell        | 16 : 13 (n. V.)   | Maryland       | Brown Stadium, Providence             |
| 1977 | Cornell        | 16 : 8            | Johns Hopkins  | Scott Stadium, Charlottesville        |
| 1978 | Johns Hopkins  | 13 : 8            | Cornell        | Rutgers Stadium, Piscataway           |
| 1979 | Johns Hopkins  | 15 : 9            | Maryland       | Byrd Stadium, College Park (Maryland) |
| 1980 | Johns Hopkins  | 9 : 8 (n. 2. V.)  | Virginia       | Schoellkopf Field, Ithaca, New York   |
| 1981 | North Carolina | 14 : 13           | Johns Hopkins  | Palmer Stadium, Princeton             |
| 1982 | North Carolina | 7 : 5             | Johns Hopkins  | Scott Stadium, Charlottesville        |
| 1983 | Syracuse       | 17 : 16           | Johns Hopkins  | Rutgers Stadium, Piscataway           |
| 1984 | Johns Hopkins  | 13 : 10           | Syracuse       | Delaware Stadium, Newark              |
| 1985 | Johns Hopkins  | 11 : 4            | Syracuse       | Brown Stadium, Providence             |
| 1986 | North Carolina | 10 : 9 (n. V.)    | Virginia       | Delaware Stadium, Newark              |
| 1987 | Johns Hopkins  | 11 : 10           | Cornell        | Rutgers Stadium, Piscataway           |
| 1988 | Syracuse       | 13 : 8            | Cornell        | Carrier Dome, Syracuse                |
| 1989 | Syracuse       | 13 : 12           | Johns Hopkins  | Byrd Stadium, College Park (Maryland) |
| 1990 | Syracuse1      | 21 : 9            | Loyola College | Rutgers Stadium, Piscataway           |
| 1991 | North Carolina | 18 : 13           | Towson State   | Carrier Dome, Syracuse                |
| 1992 | Princeton      | 10 : 9 (n. 2. V.) | Syracuse       | Franklin Field, Philadelphia          |
| 1993 | Syracuse       | 13 : 12           | North Carolina | Byrd Stadium, College Park (Maryland) |
| 1994 | Princeton      | 9 : 8 (n. V.)     | Virginia       | Byrd Stadium, College Park (Maryland) |
| 1995 | Syracuse       | 13 : 9            | Maryland       | Byrd Stadium, College Park (Maryland) |
| 1996 | Princeton      | 13 : 12 (n. V.)   | Virginia       | Byrd Stadium, College Park (Maryland) |
| 1997 | Princeton      | 19 : 7            | Maryland       | Byrd Stadium, College Park (Maryland) |
| 1998 | Princeton      | 15 : 5            | Maryland       | Rutgers Stadium, Piscataway           |
| 1999 | Virginia       | 12 : 10           | Syracuse       | Byrd Stadium, College Park (Maryland) |
| 2000 | Syracuse       | 13 : 7            | Princeton      | Byrd Stadium, College Park (Maryland) |
| 2001 | Princeton      | 10 : 9 (n. V.)    | Syracuse       | Rutgers Stadium, Piscataway           |
| 2002 | Syracuse       | 13 : 12           | Princeton      | Rutgers Stadium, Piscataway           |
| 2003 | Virginia       | 9 : 7             | Johns Hopkins  | M&T Bank Stadium, Baltimore           |
| 2004 | Syracuse       | 14 : 13           | Navy           | M&T Bank Stadium, Baltimore           |
| 2005 | Johns Hopkins  | 9 : 8             | Duke           | Lincoln Financial Field, Philadelphia |
| 2006 | Virginia       | 15 : 7            | Massachusetts  | Lincoln Financial Field, Philadelphia |
| 2007 | Johns Hopkins  | 12 : 11           | Duke           | M&T Bank Stadium, Baltimore           |
| 2008 | Syracuse       | 13 : 10           | Johns Hopkins  | Gillette Stadium, Foxborough          |
| 2009 | Syracuse       | 10 : 9 (n. V.)    | Cornell        | Gillette Stadium, Foxborough          |
| 2010 | Duke           | 6 : 5 (n. V.)     | Notre Dame     | M&T Bank Stadium, Baltimore           |
| 2011 | Virginia       | 9 : 7             | Maryland       | M&T Bank Stadium, Baltimore           |
| 2012 | Loyola         | 9 : 3             | Maryland       | Gillette Stadium, Foxborough          |
| 2013 | Duke           | 16 : 10           | Syracuse       | Lincoln Financial Field, Philadelphia |
| 2014 | Duke           | 11 : 9            | Notre Dame     | M&T Bank Stadium, Baltimore           |
| 2015 | Denver         | 10 : 5            | Maryland       | Lincoln Financial Field, Philadelphia |
| 2016 | North Carolina | 14 : 13 (n. V.)   | Maryland       | Lincoln Financial Field, Philadelphia |
| 2017 | Maryland       | 9 : 6             | Ohio State     | Gillette Stadium, Foxborough          |
| 2018 | Yale           | 13 : 11           | Duke           | Gillette Stadium, Foxborough          |

1 Syracuse´s Teilnahme an dem Turnier wurde wegen Regelverstoß aberkannt
| Team              | Meisterschaft-Rekord | Gewonnene Meisterschaften                                        |
| ----------------- | -------------------- | ---------------------------------------------------------------- |
| Syracuse          | 10* - 6 (.625)       | 1983, 1988, 1989, 1990, 1993, 1995, 2000, 2002, 2004, 2008, 2009 |
| Johns Hopkins     | 9 - 8 (.529)         | 1974, 1978, 1979, 1980, 1984, 1985, 1987, 2005, 2007             |
| Princeton         | 6 - 2 (.750)         | 1992, 1994, 1996, 1997, 1998, 2001                               |
| North Carolina    | 5 - 1 (.833)         | 1981, 1982, 1986, 1991, 2016                                     |
| Virginia          | 5 - 4 (.555)         | 1972, 1999, 2003, 2006, 2011                                     |
| Duke              | 3 - 3 (.500)         | 2010, 2013, 2014                                                 |
| Cornell           | 3 - 4 (.429)         | 1971, 1976, 1977                                                 |
| Maryland          | 3 - 11 (.214)        | 1973, 1975, 2017                                                 |
| Denver            | 1 - 0 (1.000)        | 2015                                                             |
| Yale              | 1 - 0 (1.000)        | 2018                                                             |
| Loyola (Maryland) | 1 - 1 (.500)         | 2012                                                             |
| Navy              | 0 - 2 (.000)         |                                                                  |
| Towson            | 0 - 1 (.000)         |                                                                  |
| Massachusetts     | 0 - 1 (.000)         |                                                                  |
| Notre Dame        | 0 - 1 (.000)         |                                                                  |
| Ohio State        | 0 - 1 (.000)         |                                                                  |

* Syracuse’s Sieg im Jahre 1990 wurde später wegen Regelverstoß aberkannt

## Division II
| Jahr      | Meister                              | Endergebnis                          | Vize-Meister                         |
| --------- | ------------------------------------ | ------------------------------------ | ------------------------------------ |
| 1974      | Towson State                         | 18:17 (n. V.)                        | Hobart and William Smith Colleges    |
| 1975      | Cortland State                       | 12:11                                | Hobart and William Smith Colleges    |
| 1976      | Hobart and William Smith Colleges    | 18:9                                 | Adelphi University                   |
| 1977      | Hobart and William Smith Colleges    | 23:13                                | Washington College                   |
| 1978      | Roanoke College                      | 14:13                                | Hobart and William Smith Colleges    |
| 1979      | Adelphi University                   | 17:12                                | UMBC                                 |
| 1980      | UMBC                                 | 23:14                                | Adelphi University                   |
| 1981      | Adelphi                              | 17:14                                | Loyola College                       |
| 1982-1992 | Keine NCAA Division II Meisterschaft | Keine NCAA Division II Meisterschaft | Keine NCAA Division II Meisterschaft |
| 1993      | Adelphi University                   | 11:7                                 | C. W. Post                           |
| 1994      | Springfield College                  | 15:12                                | New York Tech                        |
| 1995      | Adelphi University                   | 12:10                                | Springfield College                  |
| 1996      | C. W. Post                           | 15:10                                | Adelphi University                   |
| 1997      | New York Tech                        | 18:11                                | Adelphi University                   |
| 1998      | Adelphi University                   | 18:6                                 | C. W. Post                           |
| 1999      | Adelphi University                   | 11:8                                 | C. W. Post                           |
| 2000      | Limestone College                    | 10:9                                 | C. W. Post                           |
| 2001      | Adelphi University                   | 14:10                                | Limestone College                    |
| 2002      | Limestone College                    | 11:9                                 | New York Tech                        |
| 2003      | New York Tech                        | 9:4                                  | Limestone College                    |
| 2004      | LeMoyne College                      | 11:10 (n. 2. V.)                     | Limestone College                    |
| 2005      | New York Tech                        | 14:13 (n. V.)                        | Limestone College                    |
| 2006      | LeMoyne College                      | 12:5                                 | Dowling College                      |
| 2007      | LeMoyne College                      | 6:5                                  | Mercyhurst College                   |
| 2008      | New York Tech                        | 16:11                                | LeMoyne College                      |
| 2009      | C. W. Post                           | 8:7                                  | LeMoyne College                      |
| 2010      | C. W. Post                           | 14:9                                 | LeMoyne College                      |
| 2011      | Mercyhurst College                   | 9:8                                  | Adelphi University                   |

| Team              | Meisterschaften | Gewonnene Meisterschaften                |
| ----------------- | --------------- | ---------------------------------------- |
| Adelphi           | 7               | 1979, 1981, 1993, 1995, 1998, 1999, 2001 |
| New York Tech     | 4               | 1997, 2003, 2005, 2008                   |
| LeMoyne           | 3               | 2004, 2006, 2007                         |
| C.W. Post         | 3               | 1996, 2009, 2010                         |
| Hobart            | 2               | 1976, 1977                               |
| Limestone College | 2               | 2000, 2002                               |
| Towson State      | 1               | 1974                                     |
| Cortland State    | 1               | 1975                                     |
| Roanoke           | 1               | 1978                                     |
| UMBC              | 1               | 1980                                     |
| Springfield       | 1               | 1994                                     |
| Mercyhurst        | 1               | 2011                                     |

## Division III
| Jahr | Meister                           | Endergebnis   | Vize-Meister                             |
| ---- | --------------------------------- | ------------- | ---------------------------------------- |
| 1980 | Hobart and William Smith Colleges | 11:8          | State University of New York at Cortland |
| 1981 | Hobart and William Smith Colleges | 10:8          | State University of New York at Cortland |
| 1982 | Hobart and William Smith Colleges | 9:8 (n. V.)   | Washington College                       |
| 1983 | Hobart and William Smith Colleges | 13:9          | Roanoke College                          |
| 1984 | Hobart and William Smith Colleges | 12:5          | Washington College                       |
| 1985 | Hobart and William Smith Colleges | 15:8          | Washington College                       |
| 1986 | Hobart and William Smith Colleges | 13:10         | Washington College                       |
| 1987 | Hobart and William Smith Colleges | 9:5           | Ohio Wesleyan                            |
| 1988 | Hobart and William Smith Colleges | 18:9          | Ohio Wesleyan                            |
| 1989 | Hobart and William Smith Colleges | 11:8          | Ohio Wesleyan                            |
| 1990 | Hobart and William Smith Colleges | 18:6          | Washington College                       |
| 1991 | Hobart and William Smith Colleges | 12:11         | Salisbury University                     |
| 1992 | Nazareth College (New York)       | 22:11         | Roanoke College                          |
| 1993 | Hobart and William Smith Colleges | 16:10         | Ohio Wesleyan                            |
| 1994 | Salisbury University              | 15:9          | Hobart and William Smith Colleges        |
| 1995 | Salisbury University              | 22:13         | Nazareth College (New York)              |
| 1996 | Nazareth College (New York)       | 11:10 (n. V.) | Washington College                       |
| 1997 | Nazareth College (New York)       | 15:14 (n. V.) | Washington College                       |
| 1998 | Washington College                | 16:10         | Nazareth College (New York)              |
| 1999 | Salisbury State                   | 13:6          | Middlebury                               |
| 2000 | Middlebury                        | 16:12         | Salisbury University                     |
| 2001 | Middlebury                        | 15:10         | Gettysburg College                       |
| 2002 | Middlebury                        | 14:9          | Gettysburg College                       |
| 2003 | Salisbury University              | 14:13 (n. V.) | Middlebury                               |
| 2004 | Salisbury University              | 13:9          | Nazareth College (New York)              |
| 2005 | Salisbury University              | 11:10         | Middlebury                               |
| 2006 | Cortland State                    | 13:12 (n. V.) | Salisbury University                     |
| 2007 | Salisbury University              | 15:9          | Cortland State                           |
| 2008 | Salisbury University              | 19:13         | Cortland State                           |
| 2009 | Cortland State                    | 9:7           | Gettysburg                               |
| 2010 | Tufts                             | 9:6           | Salisbury                                |
| 2011 | Salisbury                         | 19:7          | Tufts                                    |

| Team               | Meisterschaften | Gewonnene Meisterschaften                                                    |
| ------------------ | --------------- | ---------------------------------------------------------------------------- |
| Hobart             | 13              | 1980, 1981, 1982, 1983, 1984, 1985, 1986, 1987, 1988, 1989, 1990, 1991, 1993 |
| Salisbury (State)  | 9               | 1994, 1995, 1999, 2003, 2004, 2005, 2007, 2008, 2011                         |
| Nazareth           | 3               | 1992, 1996, 1997                                                             |
| Middlebury         | 3               | 2000, 2001, 2002                                                             |
| Cortland State     | 2               | 2006, 2009                                                                   |
| Washington College | 1               | 1998                                                                         |
| Tufts              | 1               | 2010                                                                         |